# バルト (映画)
『バルト』（原題：Balto）は、1995年公開のアメリカ映画。フルアニメのアドベンチャー映画。この映画は1925年アラスカのノームで発生したジフテリアのワクチンを運ぶ犬橇（いぬぞり）レースと、その犬橇に実際に存在した犬を元に製作されており、作内の実写部分は実際にセントラルパーク内で撮影されている。

## 概要
この映画は当時のスティーヴン・スピルバーグがイギリスのアンブリメーションスタジオで製作した最後のアニメーション映画となった。
劇内の音楽を映画タイタニックと同じジェームズ・ホーナーが担当している。

## ストーリー
ニューヨークのセントラルパークで犬橇犬の銅像を探すおばあちゃんが孫娘に昔話をする回想シーンからアニメが始まる。
1925年、アラスカの北にあるノームに犬と狼の混血の「バルト」がいた。彼は自分に狼の血が混じっていることから嫌われ、町の犬からも仲間はずれにされる存在であった。唯一の友人はガチョウの「ボリス」と白熊の「マック」と「ラック」。そんなある日町でジフテリアが流行し多くの子供が感染、町は存亡の機に陥る。船や飛行機での血清の輸送を試みるものの、猛吹雪が続いておりノームの町に血清を届けることは困難であった。そこでノームでは1000キロ離れたネナナの町まで血清を取りに行く犬橇チームが結成された。しかし血清を持ち帰る途中に犬橇チームは遭難、もはやこれ以上の希望は無く町は落胆に包まれるが、バルトは彼等を探し出し血清を運ぶため仲間と共に町を出発する。

## キャラクター
バルト
ハスキー犬の父とオオカミの母の血を引いた混血のオス犬。自分に狼の血が混じっていることを苦悩している。町外れの放棄された船にボリスと共に住んでおり、いつか犬橇レースに出場することを夢見ているが町の住人からは狼の血が混ざっていることから嫌われている。
ジェナ
町に住むメスのシベリアンハスキーでロージーの家の飼い犬。町中でバルトと出会い好意を持つ。
ボリス
皮肉れた性格のガチョウ。群れから離れてバルトと共に暮らしている。原語版ではロシア語訛り。
スティール
アラスカン・マラミュートのオスで3年連続で優勝している犬橇チームのリーダー。プライドが高くバルトのことを嫌っている。
マック＆ラック
ホッキョクグマなのに泳げないため他のホッキョクグマから仲間外れにされている。たびたびバルトの家を訪問している友人。
ロージー
ジェナの飼い主の少女。犬橇が好きでジェナと仲が良いがジフテリアに感染してしまう。
ニッキ＆カルタグ＆スター
スティールの犬橇チームのメンバーでいつも3匹一緒にいる。
ディキシー
町に住むサモエドのメス。スティールに惚れており、誘惑しているが相手にされていない。
シルビー
町に住むアフガン・ハウンドのメスで噂話好き。

## キャスト
| 役名           | 俳優                   | 日本語吹替 |
| -------------- | ---------------------- | ---------- |
| バルト         | ケビン・ベーコン       | 柴田恭兵   |
| ジェナ         | ブリジット・フォンダ   | 戸田恵子   |
| スティール     | ジム・カミングス       | 佐々木功   |
| ボリス         | ボブ・ホスキンス       | 羽佐間道夫 |
| マック＆ラック | フィル・コリンズ       | 玄田哲章   |
| ロージー       | ジェリータ・ブラワー   | 水谷優子   |
| カルタグ       | ダニー・マン           |            |
| スター         | ロビー・リスト         |            |
| ニッキ         | ジャック・エンジェル   |            |
| ディキシー     | サンドラ・ディキンソン | 神代知衣   |
| シルビー       | サンドラ・ディキンソン |            |

## 補足
- 脚色部分
エンディングの冒頭に「これは実話である」とのテロップが流れるが、事実とは異なる演出も多い。実際のバルトは野良犬ではなかったし狼との混血でもなかった。血清を運ぶ犬橇は単独で走破されたものではなくリレーによって運ばれている。バルトのチームはその中の最後のチームであった。実際に最も過酷な走行が行われたのは最後から2番目のトーゴーと言う犬のチーム。続編でバルトがジェナとの間に子犬を産んでいるが、バルトは若年で去勢されているため不可能である。
- デザイン・演出
このアニメではバルトが非常に大きな目で描かれている。その理由は劇中でバルトが激しく感情を隆起させる場面が少なく、人間の体を持たないため微妙な心境の変化を表情で描画するためである。また、このアニメには当時としてはまだ珍しかったVFXが使用されており、ソリや血清を運ぶ箱、雪などの演出にVFXが使用されている。
- 続編
テレビと家庭用メディアで2つの続編が製作されている。1つ目は「バルト 新たなる旅立ち（原題：Balto II: Wolf Quest）」。2つ目は「バルト 大空に向かって（原題：Balto III: Wings of Change）」。この二つは映画と違い全てフィクションのシナリオで製作されている。

## 関連作品
- トーゴー (映画) - 同じ実話を題材とした映画。